# Queenslandolaelaps
Queenslandolaelaps är ett släkte av spindeldjur. Queenslandolaelaps ingår i familjen Ologamasidae.
Kladogram enligt Catalogue of Life:
| Queenslandolaelaps | \| \| Queenslandolaelaps berlesei \| \| \| \| \| \| Queenslandolaelaps vitzthumi \| \| \| \| |
|                    | \| \| Queenslandolaelaps berlesei \| \| \| \| \| \| Queenslandolaelaps vitzthumi \| \| \| \| |
|                    | Queenslandolaelaps berlesei                                                                  |
|                    |                                                                                              |
|                    | Queenslandolaelaps vitzthumi                                                                 |
|                    |                                                                                              |